# Valgus (geslacht)
Valgus is een geslacht van bladsprietkevers (Scarabaeidae). De meeste soorten komen voor in Azië.

## Soorten
- Valgus albomaculatus Kraatz, 1896 — Borneo
- Valgus arabicus Nonfried, 1895 — Arabië
- Valgus californicus Horn, 1870 — Mexico, Californië
- Valgus canaliculatus (Olivier, 1789) — Verenigde Staten
- Valgus cristatus Gestro, 1891 — Borneo
- Valgus distinctus Nonfried, 1895 — Borneo
- Valgus fuscatus Kraatz, 1896 — Borneo
- Valgus hemipterus (kortvleugelboorkever) (Linnaeus, 1758) — Europa, Kaukasus, Noord-Afrika, exoot in Noord-Amerika (met name in Ontario, Michigan en Ohio)
- Valgus koreanus Sawada, 1944 — Korea
- Valgus okajimai Kobayashi, 1994 — Taiwan
- Valgus parvicollis Fairmaire, 1891 — China
- Valgus parvulus Burmeister & Schaum, 1840 — Thailand
- Valgus quadrimaculatus Kraatz, 1883 — Maleisië
- Valgus savioi Pic, 1928 — China
- Valgus seticollis (Palisot de Beauvois, 1805) — Verenigde Staten
- Valgus smithii Macleay, 1838 — Zuid-Afrika
- Valgus sumatranus Gestro, 1891 — Sumatra
- Valgus thibetanus Nonfried, 1891 — Tibet
- Valgus tonkinensis Arrow, 1944 — Noord-Vietnam